# White Deer (Texas)
White Deer è un centro abitato degli Stati Uniti d'America, situato nella contea di Carson dello Stato del Texas. Fa parte dell'area metropolitana di Amarillo.

## Geografia fisica
White Deer è situata a 35°25′52″N 101°10′33″W. Si trova lungo la US Highway 60 nella zona centro orientale della contea di, circa 12 km a nord est di Panhandle e 36 km a nord est di Amarillo.
Secondo lo United States Census Bureau, ha un'area totale di 1,7 miglia quadrate (4,4 km²).

## Società

### Evoluzione demografica
Secondo il censimento del 2000, c'erano 1.060 persone, 425 nuclei familiari, e 311 famiglie residenti nella città. La densità di popolazione era di 608,0 persone per miglio quadrato (235,2/km²). C'erano 490 unità abitative a una densità media di 281,1 per miglio quadrato (108,7/km²). La composizione etnica della città era formata dal 96,32% di bianchi, lo 0,85% di nativi americani, l'1.79% di altre razze, e l'1.04% di due o più etnie. Ispanici o latinos di qualunque razza erano il 5,28% della popolazione.
C'erano 425 nuclei familiari di cui il 32,9% avevano figli di età inferiore ai 18 anni, il 62,8% erano coppie sposate conviventi, l'8.9% aveva un capofamiglia femmina senza marito, e il 26,8% erano non-famiglie. Il 25,9% di tutti i nuclei familiari erano individuali e il 13,2% aveva componenti con un'età di 65 anni o più che vivevano da soli. Il numero di componenti medio di un nucleo familiare era di 2,49 e quello di una famiglia era di 3,01.
La popolazione era composta dal 27,0% di persone sotto i 18 anni, il 5,8% di persone dai 18 ai 24 anni, il 28,2% di persone dai 25 ai 44 anni, il 23,3% di persone dai 45 ai 64 anni, e il 15,7% di persone di 65 anni o più. L'età media era di 38 anni. Per ogni 100 femmine c'erano 93,1 maschi. Per ogni 100 femmine dai 18 anni in giù, c'erano 89,2 maschi.
Il reddito medio di un nucleo familiare era di 36.953 dollari, e quello di una famiglia era di 41.793 dollari. I maschi avevano un reddito medio pro capite di 32.500 dollari contro i 22.841 dollari delle femmine. Il reddito medio pro capite era di 17.938 dollari Il 6,4% della popolazione e il 5,5% delle famiglie erano sotto la soglia di povertà.